# Supernova Cosmology Project
El Proyecto Cosmológico de Supernovas (Supernova Cosmology Project) es uno de los dos equipos de investigación que determinó la probabilidad de un aceleramiento de la expansión del Universo, y por lo tanto de una positiva constante cosmológica, usando la data del corrimiento al rojo de la supernova de tipo Ia. El proyecto está dirigido por Saul Perlmutter del Lawrence Berkeley National Laboratory, y 31 miembros de Australia, Chile, Francia, España, Portugal, Suecia, RU, EE. UU.
Este descubrimiento fue nombrado "Revelación del Año de 1998" por el Science Magazine y, junto con el High-z Supernova Search Team, el equipo del proyecto ganó el Premio Gruber de Cosmología, en 2007. En 2011, Perlmutter fue galardonado con el premio Nobel de Física por esa obra, junto a Adam Riess y Brian P. Schmidt del Grupo High-z.

## Miembros
Los miembros del equipo que figuran en el Premio Gruber en Cosmología 2007, son:
- Saul Perlmutter, Lawrence Berkeley National Laboratory
- Gregory Aldering, Lawrence Berkeley National Laboratory
- Brian J. Boyle, Australia Telescope National Facility
- Patricia G. Castro, Instituto Superior Técnico, Lisboa
- Warrick Couch, Universidad de Tecnología de Swinburne
- Susana Deustua, American Astronomical Society
- Richard Ellis, California Institute of Technology
- Sebastien Fabbro, Instituto Superior Técnico, Lisboa
- Alexei Filippenko, University of California, Berkeley (más tarde, miembro de la High-z Supernova Search Team)
- Andrew Fruchter, Space Telescope Science Institute
- Gerson Goldhaber, Lawrence Berkeley National Laboratory
- Ariel Goobar, Universidad de Estocolmo
- Donald Groom, Lawrence Berkeley National Laboratory
- Isobel Hook, University of Oxford
- Mike Irwin, University of Cambridge
- Alex Kim, Lawrence Berkeley National Laboratory
- Matthew Kim
- Robert Knop, Vanderbilt University
- Julia C. Lee, Harvard University
- Chris Lidman, European Southern Observatory
- Richard McMahon, University of Cambridge
- Thomas Matheson, NOAO Gemini Science Center
- Heidi Newberg, Rensselaer Polytechnic Institute
- Peter Nugent, Lawrence Berkeley National Laboratory
- Nelson Nunes, University of Cambridge
- Reynald Pain, CNRS-IN2P3, Paris
- Nino Panagia, Space Telescope Science Institute
- Carl Pennypacker, University of California, Berkeley
- Robert Quimby, Universidad de Texas en Austin
- Pilar Ruiz-Lapuente, Universidad de Barcelona
- Bradley E. Schaefer, Louisiana State University
- Nicholas Walton, University of Cambridge